# Vincent Tremblay
 (juillet 2016).
Si vous disposez d'ouvrages ou d'articles de référence ou si vous connaissez des sites web de qualité traitant du thème abordé ici, merci de compléter l'article en donnant les références utiles à sa vérifiabilité et en les liant à la section « Notes et références ».
 (juillet 2016).
Pour les articles homonymes, voir Tremblay.
Vincent Tremblay (né le 21 octobre 1959 à Québec, Québec au Canada) est un gardien de but professionnel canadien de hockey sur glace.

## Carrière
Vincent Tremblay commence sa carrière en 1977-1978 avec les Remparts de Québec dans la Ligue de hockey junior majeur du Québec. Il gagne les jambières de bronze à sa première saison et les jambières d'argent à sa dernière saison. Il est sélectionné dans l'équipe d'étoiles de la LHJMQ qui joue en Ontario contre les Russes, l'équipe du Canada, l'Ouest et l'Ontario.
Il est aussi invité au camp d'entraînement de l'équipe du Canada à Calgary pour les Jeux olympiques de Lake Placid mais quitte l'équipe olympique de même que les 20 autres joueurs qui sont repêchés dans la LNH cette année-là. 
Plus tard, lors du Repêchage d'entrée dans la Ligue nationale de hockey de 1979, il est choisi par les Maple Leafs de Toronto en tant que 72e choix en quatrième ronde.
Lors de sa Première saison, il partage son temps de jeu entre la LNH et la Ligue américaine de hockey avec les Hawks du Nouveau-Brunswick.
Pour sa deuxième saison, en 1980-1981 dans la ligue américaine de hockey, il  joue 46 parties et obtient 2 blanchissages, une moyenne de but alloué de 3,24 et finit la saison avec 24 victoires, et 8 matchs nuls. Il est alors considéré comme un des meilleurs gardiens de la ligue dernière Pelle Lindbergh des Mariners du Maine.[réf. nécessaire]
En 1981-1982, il partage le temps de jeu avec Michel Laroque. Il termine la saison avec une fiche de 10 victoires, 18 défaites et 8 matchs nuls avec une moyenne de 4,52 buts encaissés. Laroque, quant à lui, termine avec 10 victoires, 24 défaites, et 8 matchs nuls avec une moyenne de 4,69. Tremblay Vincent obtient le seul blanchissage de la saison avec les Mapple Leafs cette année-là.
En 1983, il signe avec les Penguins de Pittsburgh mais ne parvient pas à se faire une place dans l'équipe. Les Penguins connaissent une de leurs pires saisons dans la LNH : ils finissent avec 38 points et seulement 16 victoires. Vincent Tremblay et Roberto Romano se partagent le filet des Skipjacks de Baltimore pendant la saison régulière et c'est Romano qui est le gardien titulaire lors des séries éliminatoires. En fin de saison, Tremblay participe à quatre rencontres qu'il perd toutes.
Il quitte les Penguins la saison suivant et rejoint la LAH et les Americans de Rochester pour sa dernière saison professionnelle. Il joue 33 parties et finit la saison avec une moyenne de 3,81 buts encaissés, 13 victoires et 8 matchs nuls.

## Statistiques
| Saison     | Équipe                     | Ligue      |    | Saison régulière | Saison régulière | Saison régulière | Saison régulière | Saison régulière | Saison régulière | Saison régulière | Saison régulière | Saison régulière | Saison régulière |   | Séries éliminatoires | Séries éliminatoires | Séries éliminatoires | Séries éliminatoires | Séries éliminatoires | Séries éliminatoires | Séries éliminatoires | Séries éliminatoires | Séries éliminatoires |
| Saison     | Équipe                     | Ligue      | PJ | V                | D                | Pr/N             | Min              | BC               | Moy              | % Arr            | Bl               | Pun              | PJ               | V | D                    | Min                  | BC                   | Moy                  | % Arr                | Bl                   | Pun                  |                      |                      |
| 1977-1978  | Remparts de Québec         | LHJMQ      | 50 |                  |                  |                  | 2 664            | 201              | 4,53             |                  | 0                | 0                | 3                | 0 | 3                    | 157                  | 18                   | 6,88                 |                      | 0                    | 0                    |                      |                      |
| 1978-1979  | Remparts de Québec         | LHJMQ      | 66 |                  |                  |                  | 3 588            | 273              | 4,56             |                  | 2                | 0                | 6                |   |                      | 350                  | 30                   | 5,14                 |                      | 0                    | 0                    |                      |                      |
| 1979-1980  | Maple Leafs de Toronto     | LNH        | 10 | 2                | 1                | 0                | 329              | 28               | 5,11             |                  | 0                | 2                |                  |   |                      |                      |                      |                      |                      |                      |                      |                      |                      |
| 1979-1980  | Hawks du Nouveau-Brunswick | LAH        | 13 | 4                | 3                | 0                | 510              | 35               | 4,12             |                  | 0                | 2                | 1                | 0 | 1                    | 42                   | 4                    | 5,71                 |                      | 0                    | 0                    |                      |                      |
| 1980-1981  | Maple Leafs de Toronto     | LNH        | 3  | 0                | 3                | 0                | 143              | 16               | 6,71             |                  | 0                | 0                |                  |   |                      |                      |                      |                      |                      |                      |                      |                      |                      |
| 1980-1981  | Hawks du Nouveau Brunswick | LAH        | 46 | 24               | 12               | 8                | 2 613            | 141              | 3,24             |                  | 2                | 6                |                  |   |                      |                      |                      |                      |                      |                      |                      |                      |                      |
| 1981-1982  | Maple Leafs de Toronto     | LNH        | 40 | 10               | 18               | 8                | 2 033            | 153              | 4,52             |                  | 1                | 2                |                  |   |                      |                      |                      |                      |                      |                      |                      |                      |                      |
| 1982-1983  | Maple Leafs de Toronto     | LNH        | 1  | 0                | 0                | 0                | 40               | 2                | 3                | 92,6             | 0                | 0                |                  |   |                      |                      |                      |                      |                      |                      |                      |                      |                      |
| 1982-1983  | Saints de St. Catharines   | LAH        | 34 |                  |                  |                  | 1 699            | 133              | 4,7              |                  | 0                | 0                |                  |   |                      |                      |                      |                      |                      |                      |                      |                      |                      |
| 1983-1984  | Penguins de Pittsburgh     | LNH        | 4  | 0                | 4                | 0                | 240              | 24               | 6                | 83,1             | 0                | 2                |                  |   |                      |                      |                      |                      |                      |                      |                      |                      |                      |
| 1983-1984  | Skipjacks de Baltimore     | LAH        | 28 | 10               | 8                | 7                | 1 590            | 106              | 4                |                  | 0                | 18               |                  |   |                      |                      |                      |                      |                      |                      |                      |                      |                      |
| 1984-1985  | Americans de Rochester     | LAH        | 33 | 13               | 10               | 8                | 1 811            | 115              | 3,81             |                  | 0                | 6                | 3                | 1 | 1                    | 121                  | 46                   | 5,45                 |                      | 0                    | 0                    |                      |                      |
| Totaux LNH | Totaux LNH                 | Totaux LNH | 58 | 12               | 26               | 8                | 2 785            | 223              | 4,8              |                  | 1                |                  |                  |   |                      |                      |                      |                      |                      |                      |                      |                      |                      |